# Oridryas
Oridryas é um gênero de mariposa pertencente à família Acrolepiidae.